# Diocesi di Cariana
La diocesi di Cariana (in latino Dioecesis Carianensis) è una sede soppressa e sede titolare della Chiesa cattolica.

## Storia
Cariana, nell'odierna Tunisia, è un'antica sede episcopale della provincia romana di Bizacena.
Sono due i vescovi documentati di Cariana. Il cattolico Silvano intervenne alla conferenza di Cartagine del 411, che vide riuniti assieme i vescovi cattolici e donatisti dell'Africa romana; in quell'occasione la sede non aveva vescovi donatisti. Il nome di Quinziano figura al 58º posto nella lista dei vescovi della Bizacena convocati a Cartagine dal re vandalo Unerico nel 484; Quinziano, come tutti gli altri vescovi cattolici africani, fu condannato all'esilio.
Dal 1933 Cariana è annoverata tra le sedi vescovili titolari della Chiesa cattolica; dal 12 dicembre 1998 il vescovo titolare è Everardus Johannes de Jong, vescovo ausiliare di Roermond e amministratore apostolico dell'ordinariato militare nei Paesi Bassi.

## Cronotassi

### Vescovi residenti
- Silvano † (menzionato nel 411)
- Quinziano † (menzionato nel 484)

### Vescovi titolari
- Tadeusz Paweł Zakrzewski † (8 agosto 1938 - 12 aprile 1946 nominato vescovo di Płock)
- René van Heusden, S.D.B. † (13 febbraio 1947 - 22 marzo 1958 deceduto)
- Charles Alexander Kazimieras Salatka † (9 dicembre 1961 - 10 gennaio 1968 nominato vescovo di Marquette)
- Aníbal Muñoz Duque † (30 marzo 1968 - 29 luglio 1972 succeduto arcivescovo di Bogotà)
- Marcial Augusto Ramírez Ponce † (5 dicembre 1972 - 7 marzo 1998 dimesso)
- Everardus Johannes de Jong, dal 12 dicembre 1998